# Ubá
Ubá é um município brasileiro do estado de Minas Gerais. É considerado o principal polo moveleiro do estado. Além dos móveis, o município é reconhecido nacionalmente pela espécie de manga que leva o seu nome.
Ubá é o centro econômico da sua microrregião e de microrregiões próximas, atuando como centro sub-regional de nível A. No passado, foi um grande produtor e distribuidor de fumo, planta esta que ornamenta a bandeira do município. Hoje, concentra médias e grandes indústrias, principalmente de móveis e confecções, um comércio abundante e variado, além de apresentar um forte crescimento na prestação de serviços. É um dos municípios que mais crescem no interior do estado, sendo, assim, um dos que mais criam empresas e geram empregos.[carece de fontes?]
A cidade também é um centro cultural e educacional regional, devido à presença de várias instituições culturais e de ensino.

## Etimologia
Não há consenso sobre a origem do nome da cidade. Existem duas hipóteses comumente aventadas:
- derivaria do tupi antigo ubá, que significa "canoa[6] de uma só peça escavada em tronco de árvore".
- derivaria de uma gramínea de folha estreita, longilínea e flexível (Gynerium sagittatum), comumente chamada de "ubá". Essa gramínea, hoje em extinção, existia em abundância em toda extensão das margens da ribeira que corta a cidade e era utilizada na confecção de cestos, gaiolas e outros objetos similares.

## História

### A colonização da bacia do Rio Pomba
No final do século XVII, Capuchinhos Franceses ocupavam nove missões indígenas nos distritos dos índios Coroados, Coropós e Puris, dispostas desde a Serra do Geraldo até o Porto dos Diamantes. Os Capuchinhos, porém, foram expulsos do Brasil em 1617.
Versões diversas dizem que os jesuítas, a partir daquela data, tomaram, para si, tais missões e prosseguiram, com métodos mais brandos e suaves, à catequização dos silvícolas.
As várias tentativas dos portugueses em colonizar a região, habitada pelos Coroados, Coropós, Puris e Botocudos, terminavam sempre em sangrentas batalhas entre os verdadeiros donos da terra e os invasores brancos. Nos confrontos, utilizando flechas e machados contra armas de fogo, os índios eram gradativamente massacrados ou tornados prisioneiros para o trabalho escravo, principalmente em se tratando de jovens e mulheres.
As fortes pressões internacionais contra o genocídio convenceram o rei de Portugal a determinar que o governador Luís Diogo Lobo da Silva organizasse uma expedição na tentativa da aproximação amistosa com os índios. Dessa tarefa difícil, participaria aquele que conhecia as trilhas das matas, os costumes indígenas, e tinha familiaridade com eles: capitão Francisco Pires de Farinho, que seria um guia especial com função de comando. O desafio maior, porém, caberia a um vigário formado no Seminário de Mariana em 1757, padre Manoel de Jesus Maria, filho de um português com uma escrava índia: sua função seria catequizar os silvícolas.
A expedição de aldeamento chegou às margens do Rio Pomba em 25 de dezembro de 1767 e fixou-se no local onde seria erguida a igreja dedicada ao mártir São Manoel. Entre os anos de 1780 a 1790, padre Manoel chegou ao Ribeirão Ubá, onde viviam os índios Coroados, que usavam uma espécie de gramínea, a cana U-Uva, para fazer suas flechas. Por evolução linguística, U-Uva tornou-se Ubá. Nestas imediações, padre Manoel construiu uma capela que, mais tarde, depois de reconstruída por Antônio Januário Carneiro, recebeu o nome de São Januário, porque era o santo do dia do seu nascimento, acontecido em 19 de setembro de 1879.
O povoado surgiu na antiga Rua de Trás, hoje denominada Rua Santa Cruz, em 3 de novembro de 1815; em 7 de setembro de 1841, recebeu a denominação de "Capela de São Januário de Ubá". A Lei Provincial nº 854, de 17 de junho de 1853, tornou-a "Vila de São Januário de Ubá". A Lei nº 806, de 3 de julho de 1857, deu-lhe a categoria de cidade, com a atual denominação: UBÁ.
A Comarca de Ubá foi criada pela Lei Provincial nº 11, de novembro de 1892. Instalada em 23 de março de 1892.

### Capela de São Januário
Antônio Januário Carneiro nasceu em Presidente Bernardes. Seguindo os impulsos de sua época, dedicou-se ao comércio. Comprando e vendendo produtos agrícolas da região, conseguiu estabelecer-se como abastado proprietário rural, sendo sua a iniciativa de doar terras para fundar o povoado que seria, mais tarde, a cidade de Ubá. Em sua Fazenda Boa Vista, hoje Fazenda Boa Esperança, Antônio Januário montou toda a infraestrutura necessária à construção da capela de São Januário, trazendo operários especializados de Presidente Bernardes e Piranga. Antes da construção da Capela, os operários construíram suas próprias casas próximas ao local onde a igreja seria erguida. Essas casas foram construídas onde hoje está situada a Rua Santa Cruz, antigamente chamada de Rua de Trás, por estar localizada atrás da igreja. Antônio Januário Carneiro morreu antes de terminar a construção da igreja, que foi terminada tempos depois por seu filho, Antônio Januário Carneiro Filho.

## Geografia
Segundo o IBGE (2017), Ubá pertence à Região Geográfica Imediata de Ubá, na Região Geográfica Intermediária de Juiz de Fora.
Ubá teve seu crescimento dentro de um vale e possui apenas 5% da sua área plana, sendo 55% ondulada e 40% montanhosa. A altitude varia entre 295 metros (Foz Córrego São Pedro) e 875 metros (Serra do Sacramento). A maior parte do município encontra-se inserida na bacia do rio Paraíba do Sul e uma pequena porção na bacia do Rio Doce. A sede municipal dista, por rodovia, 291 quilômetros da capital Belo Horizonte. A cidade se localiza praticamente no centro da Zona da Mata Mineira.
O município possui uma das maiores densidades demográficas da zona da mata. Esta densidade demográfica é facilmente visível nas regiões central, noroeste, leste e sudeste da cidade, onde se concentram os bairros mais populosos. A cidade possui mais de cem bairros em uma área urbana superior a trinta quilômetros quadrados, figurando entre as maiores do estado. A cidade possui três distritos: Diamante de Ubá, Ubari e Miragaia, que pouco contribuem para a sua população total. Cerca de 95% da população se concentra na zona urbana e apenas 5% na zona rural.
O clima tropical de Ubá apresenta chuvas durante o verão e temperaturas médias anuais entre 18,2 °C e 31 °C. É considerada a cidade mais quente da Zona da Mata Mineira. Segundo dados do Instituto Nacional de Meteorologia (INMET), referentes ao período de 1931 a 1965, a menor temperatura registrada em Ubá foi de 2,4 °C em 9 de junho de 1933 e a maior alcançou 39,2 °C em 30 de janeiro de 1933 e 16 de janeiro de 1956. Em 24 horas o maior acumulado de precipitação atingiu 156,2 milímetros (mm) em 24 de fevereiro de 1951.
| Dados climatológicos para Ubá                                                     | Dados climatológicos para Ubá | Dados climatológicos para Ubá | Dados climatológicos para Ubá | Dados climatológicos para Ubá | Dados climatológicos para Ubá | Dados climatológicos para Ubá | Dados climatológicos para Ubá | Dados climatológicos para Ubá | Dados climatológicos para Ubá | Dados climatológicos para Ubá | Dados climatológicos para Ubá | Dados climatológicos para Ubá | Dados climatológicos para Ubá |
| Mês                                                                               | Jan                           | Fev                           | Mar                           | Abr                           | Mai                           | Jun                           | Jul                           | Ago                           | Set                           | Out                           | Nov                           | Dez                           | Ano                           |
| --------------------------------------------------------------------------------- | ----------------------------- | ----------------------------- | ----------------------------- | ----------------------------- | ----------------------------- | ----------------------------- | ----------------------------- | ----------------------------- | ----------------------------- | ----------------------------- | ----------------------------- | ----------------------------- | ----------------------------- |
| Temperatura máxima recorde (°C)                                                   | 39,2                          | 38,2                          | 37,2                          | 36,2                          | 36                            | 35                            | 33,6                          | 36,2                          | 37,4                          | 39                            | 38,3                          | 38,8                          | 39,2                          |
| Temperatura máxima média (°C)                                                     | 32                            | 32                            | 32                            | 29                            | 28                            | 26                            | 27                            | 28                            | 29                            | 29                            | 30                            | 31                            | 29                            |
| Temperatura média compensada (°C)                                                 | 26                            | 26                            | 26                            | 23                            | 21                            | 19                            | 19                            | 21                            | 22                            | 24                            | 22                            | 23                            | 23                            |
| Temperatura mínima média (°C)                                                     | 22                            | 22                            | 21                            | 19                            | 16                            | 14                            | 14                            | 15                            | 17                            | 19                            | 21                            | 21                            | 18                            |
| Temperatura mínima recorde (°C)                                                   | 15                            | 14                            | 12,8                          | 9,1                           | 5,6                           | 2,4                           | 3,8                           | 4                             | 5,5                           | 8,4                           | 9,2                           | 12,9                          | 2,4                           |
| Precipitação (mm)                                                                 | 264                           | 182,5                         | 167,2                         | 70,1                          | 37,6                          | 21,1                          | 17,7                          | 19                            | 51,6                          | 115,7                         | 193                           | 274,8                         | 1 414,3                       |
| Fonte: The Weather Channel (climatologia de temperatura) e EMBRAPA (precipitação) |                               |                               |                               |                               |                               |                               |                               |                               |                               |                               |                               |                               |                               |
| Fonte 2: INMET (recordes de temperatura: 1931-07/1965)                            |                               |                               |                               |                               |                               |                               |                               |                               |                               |                               |                               |                               |                               |

## Economia e infraestrutura
Ubá é a segunda principal cidade da Zona da Mata Mineira, assim como o segundo centro industrial e comercial, atrás de Juiz de Fora. A cidade possui pouco mais de 1 000 estabelecimentos industriais de grande, médio e pequeno porte. Boa parte do produto interno bruto é representado pelo setor de serviços, mas a indústria desempenha o papel mais importante na economia do município, principalmente na fabricação de móveis e nas indústrias de vestuário e calçados.
A cidade é o maior polo moveleiro do estado de Minas Gerais e o terceiro do país, além de se firmar também como polo regional de confecção. A cidade sedia uma das principais feiras de móveis do país, a FEMUR (Feira de Móveis de Minas Gerais), e o Arranjo Produtivo Local (APL) do segmento moveleiro é referência nacional em organização e desenvolvimento.
Possui, ainda, APL's nos setores de confecções, no setor turístico e de fruticultura. Na agropecuária, destacam-se a produção de cana-de-açúcar e a criação de galináceos.
A cidade conta com um importante centro comercial e prestador de serviços que não se restringe somente à sua microrregião, o que o faz atuar também nas microrregiões limítrofes de Viçosa e Cataguases. Atualmente, se destacam, a nível comercial na cidade, as lojas de móveis, de eletroeletrônicos, de vestuários, de calçados, armarinhos e papelarias.
No setor de serviços, a cidade possui uma grande oferta de lanchonetes, bares e restaurantes, havendo ultimamente uma expansão dos serviços hoteleiros. A característica principal do comércio e prestação de serviços local é não se limitar apenas à região central da cidade, mas estar presente por quase toda a sua totalidade urbana.
Na área de comunicação em massa, conta com quatro emissoras de rádio, sendo duas em amplitude modulada (AM) e três em frequência modulada (FM), além de uma emissora de televisão com programação local. São editados diversos periódicos impressos, entre jornais, revistas e informativos locais e regionais.
A cidade possui um importante papel na segurança pública na Zona da Mata, pelo fato de sediar o 21º Batalhão da Polícia Militar, intitulado "Sentinela da Zona da Mata". O batalhão é responsável pela segurança dos municípios situados nas microrregiões de Ubá e Viçosa e integra a 4ª Região Militar (RM), com sede em Juiz de Fora. Pela existência do batalhão, a cidade possui também a companhia da Polícia Ambiental e sedia a 2ª Companhia da Polícia Rodoviária, além de sediar a 3ª Companhia de Bombeiro Militar. A cidade sedia, também, a 2º Delegacia Regional de Segurança Pública, onde funcionam, em anexo, as Delegacias de Plantão e Atendimento à Mulher. A cidade conta também com um presídio e um Instituto Médico Legal (IML).
Por estar localizada no centro da Zona da Mata Mineira, a cidade era chamada de "cidade dos viajantes", pois estes se reuniam na cidade e dela partiam para as outras cidades da região. Em decorrência deste fato, a cidade acabou por concentrar órgãos públicos estaduais e federais, representando, assim, tanto a sua microrregião, assim como as microrregiões de Viçosa, Cataguases e Muriaé. Dentre vários órgãos públicos sediados na cidade, merece destaque o escritório regional do IEF (Instituto Estadual de Florestas) e da SUPRAM Zona da Mata, assim como outros órgãos interligados e de apoio, como o COPAM (Conselho Estadual de Política Ambiental); o SEMAD (Secretaria de Estado de Meio Ambiente e Desenvolvimento Sustentável); e o IGAM (Instituto Mineiro de Gestão das Águas). A cidade é sede também da 5ª Coordenadoria Regional do DER.
A cidade conta com quatro hospitais em funcionamento e um hospital onde funciona atualmente o núcleo regional de voluntários de combate ao câncer, além de uma policlínica regional. Conta também com dezenas de clínicas médicas, odontológicas entre outras.
As principais rodovias que cortam o município são a BR-265 e a MG-447. Do Terminal Rodoviário Deputado Felipe Balbi partem linhas de ônibus para os principais centros urbanos do Brasil. O Aeroporto de Ubá (ICAO: SNUB) teve uma expansão recente, com uma pista asfaltada de 1 400 metros por 30 metros de largura com balizamento noturno e pista de taxiamento, asfaltada, com dimensão de 65 metros por 15 metros. Conta também com pátio de aeronaves em concreto com 7 200 metros quadrados, terminal de passageiros com 500 metros quadrados, biruta, hangares,  estacionamento para veículos e possui linhas de ônibus urbanos para o centro da cidade.
Ubá possuía um entroncamento ferroviário ativo entre a Linha de Caratinga e a Linha do Centro, ambas da Estrada de Ferro Leopoldina. Esse entroncamento ocorria em sua zona rural, na Estação Ferroviária de Ligação, onde possibilitava baldeações entre ambas pelos passageiros, dentre os quais, seguiam até a Estação Ferroviária de Ubá, no Centro da cidade.
As duas ferrovias possuíam grande importância para a região, pois era realizado o escoamento do café, da produção agrícola e frutífera e da pecuária local, além de minérios do Vale do Rio Doce e do transporte de passageiros até a região. A Linha de Caratinga ligava Ubá às cidades de Ponte Nova e Caratinga e ao município fluminense de Três Rios, enquanto que a Linha do Centro, de onde era ponto terminal, ligava o município à Além Paraíba. Ambas também recebiam composições de passageiros vindas do Rio de Janeiro, vindo daí o famoso apelido de "cidade dos viajantes".
No início dos anos 1980, sob a administração da RFFSA, houve uma diminuição parcial das atividades na Linha de Caratinga, dos quais sofreu desativações e erradicações em alguns de seus trechos. A Linha do Centro, por sua vez, permanecia inteiramente ativa para os cargueiros, embora o transporte regular de passageiros em Ubá tivesse sido encerrado na década anterior.
Pela Linha de Caratinga, o transporte se limitava ao trecho entre Ponte Nova, Ubá e São Geraldo, em meio às belezas das serras da Zona da Mata Mineira. Embora a linha contasse com intenso movimento de cargueiros, iniciativas culturais como trens turísticos ligando Ubá a São Geraldo, foram disponibilizados pela RFFSA à população local, tendo estes, realizado suas últimas viagens no dia 22 de setembro de 1994.
Em 1996, ambas as linhas seriam concedidas à Ferrovia Centro Atlântica para o movimento de trens cargueiros. Porém devido ao desinteresse da concessionária pela Linha de Caratinga ao longo dos anos, a Prefeitura de Ubá retirou os trilhos da mesma do centro urbano da cidade, onde possuía um grande pátio ferroviário, contra as ordens da RFFSA e do Ministério Público Federal, alguns anos depois. O antigo pátio de Ubá deu lugar a uma avenida asfaltada e a antiga estação ferroviária passou a abrigar um terminal de ônibus urbanos.
Devolvida pela concessionária ao DNIT em 2013, a Linha de Caratinga ainda se mantém intacta a partir do bairro de Ligação, onde as autoridades locais pretendem reativá-la para fins turísticos futuramente. Já os trilhos da Linha do Centro permanecem apenas até a localidade de Diamante, que mantém sua estação ferroviária preservada.

### Trânsito
Com uma média de 1 veículo para cada 2,23 habitantes, Ubá sofre atualmente com excesso de veículos, principalmente no horário de pico, quando algumas ruas e avenidas ficam com um trânsito muito carregado. Obras estão sendo realizadas para redirecionar e reestruturar o trânsito carregado de Ubá.

### Agências bancárias
| Banco                   | Agências |
| ----------------------- | -------- |
| Banco do Brasil         | 1        |
| Banco Santander         | 1        |
| Caixa Econômica Federal | 2        |
| Banco Itaú              | 1        |
| Banco Bradesco          | 1        |
| Sicoob                  | 4        |
| Sicredi                 | 1        |
| Banco Mercantil         | 1        |

### Comunicações

#### Rádios
- Rádio Nossa FM 91,5
- Rádio Líder FM 93,7
- Rádio Educadora FM 94,5
- Rádio Educadora FM 97,1
- Rádio Líder FM 103,5
- Rádio Ubaense FM 104,1

#### Estações de televisão
TV Um - Canal 6 - Rede Minas

## Saúde
- A.B.C. - Hospital Santa Isabel
- Hospital São Vicente de Paulo
- Hospital Regional da FHEMIG - Colônia Padre Damião
- Hospital São Januário
- Hospital do Núcleo Regional de Voluntários de Combate ao Câncer
- SAMU ( Serviço de Atendimento Móvel de Urgência )

### Polo moveleiro
O polo moveleiro de Ubá, juntamente com outras oito cidades vizinhas (Divinésia, Guiricema, Guidoval, Piraúba,  Rio Pomba, Rodeiro, São Geraldo, Tocantins e Visconde do Rio Branco ), é considerado o principal de Minas Gerais. O polo formado, em sua maioria, por micro e pequenas indústrias faz do setor a principal atividade econômica da região e o mais importante arrecadador de impostos. Cerca de 20 mil empregos diretos e indiretos são gerados em aproximadamente 400 empresas que fazem parte do polo, porém o número de empresas do setor somente na cidade é superior a 500 empresas.
As indústrias moveleiras tiveram seu começo no início do século XX. O polo moveleiro começou com pequenas marcenarias que tiveram a iniciativa de fabricar móveis para suprir as necessidades do lar. Após a Segunda Guerra Mundial, João Rosignoli, instalou sua marcenaria no Lavapés. A primeira fábrica a operar em Ubá foi a dos Irmãos Trevizano, que progrediu e afamou-se na fabricação de móveis no rebuscado estilo chippendale. A primeira fábrica a produzir em série foi a de José Francisco Parma, que fabricava armários, guarda-roupas, sofás e esquadrias.
A madeira utilizada na fabricação de alguns móveis era extraída dos caixotes que vinham embalando mercadorias para o Armarinho Santo Antônio. Após José Francisco Parma abrir a primeira fábrica, a segunda foi a de Edgar e Edwar Cruz, que se juntaram com Luizinho Parma e criaram a firma Parma e Cruz. A terceira fábrica foi a de Maurício Singulane. José Francisco Parma incentivou seus amigos e parentes a também fabricarem móveis e associou-se a Agostinho Sales Amato e Louro Parma, surgindo, desta união, a firma J. Parma e Cia.
Em 1962, Otoci Vilela Eiras comprou, no Rio de Janeiro, um armário de aço. Ao chegar com o ele em sua residência, ficou perplexo com a utilização do aço em móveis. Desmontou-o e tornou a soldá-lo, surgindo, assim, a primeira fábrica de móveis de aço de Ubá. Em 1964, Carlos Costa Coelho vendeu-a para Lincoln Rodrigues Costa, que, na época, fabricava macarrão, passando então a fabricar móveis de aço e surgindo, assim, a Itatiaia Móveis de Aço S.A.
Em 1967, o jovem João Batista Flores convidou seu amigo Clóvis Serrano de Oliveira e montaram a Indústria de Móveis Apolo. A partir daí, as fábricas foram crescendo, realizando a grande visão de seu idealizador José Francisco Parma.

## Manga Ubá
Em meio à grande variedade de mangas existentes, uma delas é conhecida como Manga Ubá. Da família das Anacardiaceae, a espécie Mangifera indica L. cresce em abundância dentro da cidade e nos arredores, estando presente nos quintais das casas e na margem das rodovias. A Manga Ubá é dos mais antigos e espontâneos ícones da cidade. O fruto identifica Ubá como também a cidade identifica a manga.
Em 13 de dezembro de 2003, por meio do decreto número 4 258, o fruto foi oficialmente declarado "Patrimônio Natural de Ubá" e a "Mangada de Manga Ubá", registrada como "Patrimônio Imaterial do Município".

## Ubaenses ilustres
- Antônio Olinto
- Ary Barroso
- Ascânio Lopes
- Belmiro Siqueira
- Bernardo Pinto Monteiro
- Camilo Soares de Moura
- Célia & Celma
- Décio Otero
- Edgard Pereira
- Élcio Álvares
- Eugênio Maciel German
- Eurico Vieira de Resende
- Evandro Soldati
- Gilberto Occhi
- Ibrahim Jacob
- Ismael Gomes Braga
- Levindo Ozanam Coelho
- Mauro Mendonça
- Nayla Micherif
- Nelson Ned
- Raul Soares de Moura
- Washington Peluso Albino de Souza